# Керека
Ке́река (болг. Керека) — село в Габровській області Болгарії. Входить до складу общини Дряново.

## Населення
За даними перепису населення 2011 року у селі проживала 81 особа.
Національний склад населення села:
| Національність   | Кількість осіб | Відсоток |
| ---------------- | -------------- | -------- |
| болгари          | 43             | 55,8%    |
| цигани           | 25             | 32,5%    |
| Всього відповіли | 77             |          |

Розподіл населення за віком у 2011 році:
Динаміка населення: